# Rose Ausländer

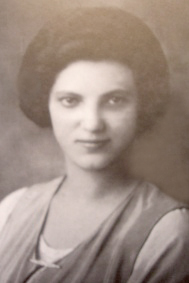
Rose Ausländer (1914).

Rose Ausländer (nascuda Rosalie Beatrice Scherzer; Chernivtsi, 11 de maig de 1901 - Düsseldorf, 3 de gener de 1988) va ser una poetessa jueva en alemany i anglès.

## Biografia
La seva mare, Kathi Etie Rifke Binder (1873-1947), era originària d'una família germanòfona i el pare, Sigmund (Süssi) Scherzer (1871-1920), era d'un poble prop de Chernivtsi. Entre 1907 i 1919, va rebre educació primària a Viena i Chernivtsi, població que formava part de Romania després de 1918.
El 1919, va estudiar filosofia i literatura a Chernivtsi i va sentir una gran devoció pel filòsof Constantin Brunner.
Després de la defunció del pare el 1920, va deixar els estudis i el 1921 es va establir als Estats Units amb el seu amic i futur marit Ignaz Ausländer i va començar a treballar en el periòdic Westlicher Herold i a escriure poesia que va començar a publicar a Amerika-Herold-Kalender, una publicació que editava ella mateixa. El 19 d'octubre de 1923, es va casar amb Ausländer a Nova York i se'n va divorciar tres mesos després; aquell mateix any va aconseguir la ciutadania estatunidenca. El 1927, va tornar a Bucovina per vuit mesos per cuidar la seva mare malalta i el 1931 va tornar a tornar per la mateixa raó i va conèixer el grafòleg Helios Hecht, amb qui va viure fins a 1936. Pel fet de no haver estat als Estats Units més de tres anys, va perdre la ciutadania d'aquest país i, després de trencar amb Hecht, va deixar Chernivtsi per Bucarest en 1936.
Gràcies a Alfred Margul-Sperber, va aconseguir publicar el seu primer poemari el 1939, Der Regenbogen (El arcoiris), que va obtenir molt bones crítiques, encara que no va ser del tot ben acceptat pel públic. Després de l'ocupació nazi de Bucarest, es va haver de mudar al gueto de Chernivtsi, on va romandre dos anys; més tard va estar un any amagant-se per evitar la deportació a un camp de concentració. En el gueto va conèixer Paul Celan, que la va influir per modernitzar l'estil. En la primavera de 1944 els nazis es van retirar davant l'avanç de l'Exèrcit Roig i ella va tornar a Nova York, on va recuperar la ciutadania estatunidenca el 1948. Va tornar a veure Celan a París i, després del trauma bèl·lic, va decidir escriure en anglès. El 1956 va tornar a escriure en alemany. El 1967 va tornar a l'Alemanya Occidental i des d'aquell moment va viure a Düsseldorf, on va morir. Afligida d'artritis, va haver de dictar les últimes obres.
El 2023, Els Jardins de Samarcanda van editar No resideixo, visc, una selecció de poemes d'Ausländer traduïts al català per Feliu Formosa.

## Obra
- 1939: Der Regenbogen
- 1956: Nachtzauber
- 1965: Blinder Sommer
- 1965: Schallendes Schweigen
- 1967: 36 Gerechte
- 1974: Ohne Visum
- 1975: Andere Zeichen
- 1976: Gesammelte Gedichte
- 1976: Noch ist Raum
- 1977: Doppelspiel
- 1978: Aschensommer
- 1978: Mutterland
- 1978: És bleibt noch viel zu sagen (2016: Encara queda molt per dir, Sisè Pis)
- 1979: Ein Stück weiter
- 1980: Einverständnis
- 1981: Mein Atem heißt jetzt
- 1981: Im Atemhaus wohnen
- 1981: Einen Drachen reiten
- 1982: Mein Venedig versinkt nicht
- 1982: Südlich wartet ein wärmeres Land
- 1983: Sota sicher atmet nur Tod
- 1984: Tränen
- 1987: Ich spiele noch
- 1987: Der Traum hat offene Augen